# Espacio funcional
En matemáticas, un espacio funcional es un conjunto de funciones de un conjunto X a un conjunto Y, de una clase dada. Se llama un espacio porque en la mayoría de las aplicaciones, es un espacio topológico o un espacio vectorial. Los espacios funcionales aparecen en varias áreas de las matemáticas: 
- en la teoría de conjuntos, el conjunto de partes de un conjunto X se puede identificar con el conjunto de todas las funciones de X en {0, 1} (funciones características);
- en el álgebra lineal el conjunto de todas las transformaciones lineales del espacio vectorial de V en otro, W, sobre el mismo cuerpo, es en sí mismo un espacio funcional;
- en el análisis funcional se ve lo mismo para las transformaciones lineales continuas, incluyendo topologías en los espacios vectoriales subyacentes, y muchos de los ejemplos principales son espacios funcionales con topología;
- en la topología, uno puede procurar poner una topología en las funciones continuas del espacio topológico X a otro Y, cuya utilidad depende de la naturaleza de los espacios;
- en la topología algebraica, el estudio de la teoría de la homotopía es esencialmente el de invariantes discretos de espacios funcionales;
- en la teoría del proceso estocástico, el problema técnico básico es cómo construir una medida de probabilidad en un espacio funcional de trayectorias del proceso (funciones del tiempo);
- en la teoría de categorías el espacio funcional aparece como bifuntor canónico de representación pero como funtor simple de tipo [X, -] como funtor adjunto, a un funtor del tipo (Xx -) en objetos;
- en el cálculo lambda y la programación funcional, tipos de espacio funcional se utilizan para expresar la idea de función de orden superior.
- en la teoría de dominios, la idea básica es encontrar construcciones de un orden parcial que pueda modelar cálculo lambda, creando una buena categoría cartesiana cerrada.

Otra idea relacionada desde la física es el espacio de configuración. Esto no tiene un significado único, pero para N partículas moviéndose en una variedad M puede ser el espacio de posiciones MN o el subespacio donde no hay dos posiciones iguales. Para tomar en cuenta la posición y los momentos uno se mueve al fibrado cotangente. Las configuraciones de una curva serían un espacio funcional de alguna clase. En la mecánica cuántica una formulación acentúa las historias como configuraciones. En breve, un espacio de configuración es típicamente "la mitad" (ver distribución lagrangiana) del espacio de fase que se construye desde un espacio funcional. 
Los espacios de configuración se relacionan con la teoría de trenzas, también, puesto que la condición en una cuerda de no pasar por sí misma es formulada cortando diagonales de los espacios funcionales.
- Datos: Q934367